# Chelonarium dorsale
Chelonarium dorsale là một loài bọ cánh cứng trong họ Chelonariidae. Loài này được Ritsema miêu tả khoa học đầu tiên năm 1891.